# Danh sách tập phim Slam Dunk

Bìa DVD 1 Slam Dunk phát hành bởi Geneon và Toei Animation.

Slam Dunk là phim hoạt hình được chuyển thể từ bộ truyện cùng tên của Inoue Takehiko. Nội dung kể về một chàng trai tên là Sakuragi Hanamichi yêu cô gái tên Akagi Haruko nhưng chỉ là yêu đơn phương, cậu quyết định gia nhập Đội bóng rổ Trường trung học Shohoku để cô gái chú ý đến nhưng không may cô gái đó lại yêu Rukawa Kaede thành viên trong đội bóng cậu tham gia. Kể từ khi Sakuragi bắt đầu chơi bóng rổ cậu dần thích môn thể thao này.
Được sản xuất bởi Toei Animation và chỉ đạo bởi Nishinawa Nobutaka, phim được phát sóng trên TV Asahi từ October 16 tháng 10 năm 1993 đến  23 tháng 3 năm 1996. Toei đã tập hợp các tập lại trong 17 bộ DVD phát hành từ 10 tháng 12 năm 2004 đến 21 tháng 5 năm 2005.
Có 6 bài hát chủ đề được sử dụng trong phim: 2 bài mở đầu và 4 bài kết thúc phim. Bài hát mở đầu là "Kimi ga Suki da to Sakebitai" (君が好きだと叫びたい ""Anh thích em" - câu anh chưa dám nói") của Baad được sử dụng từ tập 1 đến tập 61. "Zettai ni, Daremo" (ぜったいに 誰も "Thật rõ ràng, với ai đó") của ZYYG từ tập 62-101. "Anata Dake Mitsumeteru" (あなただけ見つめてる "I Chỉ có bạn") của Ohguro Maki được sử dụng làm bài kết thúc cho 27 tập. "Sekai ga Owaru Made wa..." (世界が終るまでは… "Cho đến khi nào thế giới không còn...") của Wands từ tập 28-49. "Kirameku Toki ni Torawarete" (煌めく瞬間に捕われて "Giữ mãi khoảnh khắc kì diệu này") của Manish từ tập 50-86 và "My Friend" (マイ フレンド Mai Furendo, "Bạn tôi") của Zard từ tập 82-101.

## Danh sách tập

### Năm 1993
| #  | Tên tập phim | Ngày phát sóng gốc        | Ngày phát sóng tiếng Việt |
| -- | --- | ------------------------- | ------------------------- |
| 01 | "Cầu thủ bóng rổ thiên tài xuất hiện!?" "Tensai Basuketto Man Tanjō!?" (天才バスケットマン 誕生!?)                     | ngày 16 tháng 10 năm 1993 | 30 tháng 3 năm 2010       |
| 02 | "Bọn bóng rổ chết đi! Hanamichi và Rukawa" "Kutabare Basuke! Hanamichi buiesu Rukawa" (くたばれバスケ! 花道VS流川)     | ngày 30 tháng 10 năm 1993 | 31 tháng 3 năm 2010       |
| 03 | "Gorilla vs. Hanamichi! Big Showdown!!" "Gorira buiesu Hanamichi! Kyūkyoku no Taiketsu!!" (ゴリラVS花道! 究極の対決!!) | ngày 6 tháng 11 năm 1993  | 1 tháng 4 năm 2010        |
| 04 | "Basketball Player Hanamichi Joins the Team" "Basuketto Man Hanamichi Nyubu!" (バスケットマン花道入部!)                | ngày 13 tháng 11 năm 1993 | 2 tháng 4 năm 2010        |
| 05 | "A Fruitless Afternoon" "Konjō Nashi no Sabato" (根性なしの午後)                                                       | ngày 20 tháng 11 năm 1993 | 6 tháng 4 năm 2010        |
| 06 | "Rukawa vs. Akagi: The Real Showdown" "Rukawa buiesu Akagi: Honmono Taiketsu!" (流川VS赤木·本物対決!)                  | ngày 4 tháng 12 năm 1993  | 7 tháng 4 năm 2010        |
| 07 | "Hanamichi Debut! Dunk Explosion" "Hanamichi Debyū! Danku Sakuretsu!" (花道デビュー!ダンクさく裂)                      | ngày 11 tháng 12 năm 1993 | 8 tháng 4 năm 2010        |
| 08 | "Hanamichi's Crisis! The Judo-man's Trap" "Hanamichi Pinchi! Jūdō Otoko no Wana" (花道ピンチ! 柔道男の罠)              | ngày 18 tháng 12 năm 1993 | 9 tháng 4 năm 2010        |
| 09 | "I'm Going to Play Basketball" "Ore wa Basuketto o yaru!" (オレは バスケットをやる!)                                   | ngày 25 tháng 12 năm 1993 | 13 tháng 4 năm 2010       |

### Năm 1994
| #   | Tên tập phim | Ngày phát sóng gốc        | Ngày phát sóng tiếng Việt |
| --- | --- | ------------------------- | ------------------------- |
| 10  | "The Commoner's Shoot is Difficult" "Shomin no Shūto wa Muzukashii" (庶民のシュートは むずかしい)                                      | ngày 8 tháng 1 năm 1994   | 14 tháng 4 năm 2010       |
| 11  | "Our Love's Special Secret Training" "Futari dake no Ai no Himitsu Tokkun!?" (二人だけの 愛の秘密特訓!?)                               | ngày 15 tháng 1 năm 1994  | 15 tháng 4 năm 2010       |
| 12  | "Defeat Ryonan! The Fierce Training the Night Before the Match" "Taose Ryōnan! Kessen Zen'ya no Mōtokkun" (倒せ陵南! 決戦前夜の猛特訓) | ngày 22 tháng 1 năm 1994  | 16 tháng 4 năm 2010       |
| 13  | "Shohoku vs Ryonan. Burning Captain!" "Sōhoku tai Ryōnan, Moeru Kyaputen!" (湘北VS陵南 燃える主将(キャプテン)!)                        | ngày 29 tháng 1 năm 1994  | 20 tháng 4 năm 2010       |
| 14  | "Super Basketball Match With Ryonan" "Chō Kōkō Kyū! Ryōnan Dotō no Kōgeki" (超高校級! 陵南ドトウの攻撃)                                | ngày 5 tháng 2 năm 1994   | 21 tháng 4 năm 2010       |
| 15  | "Hanamichi Kinchō no Hare Butai!" (花道キンチョーの 晴れ舞台!)                                                                         | ngày 12 tháng 2 năm 1994  | 22 tháng 4 năm 2010       |
| 16  | "Who is This Guy? Taoka's Miscalculation" "Nanda Koitsu wa!? Taoka no Gosan" (なんだコイツは!? 田岡の誤算)                             | ngày 19 tháng 2 năm 1994  | 23 tháng 4 năm 2010       |
| 17  | "The Rebound King Sakuragi Hanamichi's Distress" "Ribaundo Ō Sakuragi Hanamichi no Kunō" (リバウンド王 桜木花道の苦悩)                 | ngày 26 tháng 2 năm 1994  | 27 tháng 4 năm 2010       |
| 18  | "Last 2 Minutes! I'll Be the One to Defeat Sendoh" "Rasuto Ni Bun! Sendō wa Ore ga Taosu" (ラスト2分! 仙道は俺が倒)                    | ngày 5 tháng 3 năm 1994   | 28 tháng 4 năm 2010       |
| 19  | "Time's Up! The Decisive Battle with Ryonan" "Taimu Appu! Ketchaku Ryōnan Sen" (タイムアップ! 決着陵南戦)                              | ngày 12 tháng 3 năm 1994  | 29 tháng 4 năm 2010       |
| 20  | "Basketball Shoes" "Basuketto Shūzu" (バスケットシューズ)                                                                              | ngày 19 tháng 3 năm 1994  | 30 tháng 4 năm 2010       |
| 21  | "Enormous Trouble Makers! Hanamichi vs Miyagi" "Sūpā Mondaiji! Hanamichi tai Miyaga" (スーパー問題児! 花道VS宮城)                      | ngày 26 tháng 3 năm 1994  | 4 tháng 5 năm 2010        |
| 22  | "History's Biggest Idiot Combination is Born" "Shijō Saiaku doahō Konbi Tanjō" (史上最悪どあほう コンビ誕生)                           | ngày 16 tháng 4 năm 1994  | 5 tháng 5 năm 2010        |
| 23  | "Shohoku Basketball Club's Last Day" "Shōhoku Basuke-bu Saigo no Hi" (湘北バスケ部 最後の日)                                           | ngày 23 tháng 4 năm 1994  | 6 tháng 5 năm 2010        |
| 24  | "The Battle for Justice! Sakuragi's Goon Squad Joins!" "Seigi no Mikata: Sakuragi Gundan Sanjō!" (正義の味方·桜木軍団参上)             | ngày 30 tháng 4 năm 1994  | 7 tháng 5 năm 2010        |
| 25  | "The Man Who Aimed at National Championship" "Zenkoku Seiha o Mezashita Otoko" (全国制覇をめざした男)                                  | ngày 7 tháng 5 năm 1994   | 11 tháng 5 năm 2010       |
| 26  | "Mitsui, the Problems of the Past" "Mitsui Jūgo-sai no Nayami" (三井寿15歳の悩み)                                                      | ngày 14 tháng 5 năm 1994  | 12 tháng 5 năm 2010       |
| 27  | "I Want To Play Basketball!" "Basuke ga Shitai desu!" (バスケがしたいです!)                                                            | ngày 21 tháng 5 năm 1994  | 13 tháng 5 năm 2010       |
| 28  | "The Beginning of Interhigh Preliminaries" "Intāhai Yosen Kaishi" (インターハイ予選開始)                                               | ngày 28 tháng 5 năm 1994  | 14 tháng 5 năm 2010       |
| 29  | "Hanamichi! Debut at an Official Game" "Hanamichi! Kōshikisen Debyū" (花道! 公式戦デビュー)                                            | ngày 18 tháng 6 năm 1994  | 18 tháng 5 năm 2010       |
| 30  | "The Introspective Army's Big Counterattack" "Hansei Gundan no Daihangeki" (ハンセイ軍団の大反撃)                                      | ngày 25 tháng 6 năm 1994  | 19 tháng 5 năm 2010       |
| 31  | "Formidable Enemy Miuradai's Secret Weapon" "Shukuteki Miuradai no Himitsu Heiki" (宿敵三浦台の 秘密兵器)                              | ngày 2 tháng 7 năm 1994   | 20 tháng 5 năm 2010       |
| 32  | "Genius Hanamichi! Certain Death Dunk" "Tensai Hanamichi! Hissatsu Danku" (天才花道! 必殺ダンク)                                       | ngày 16 tháng 7 năm 1994  | 21 tháng 5 năm 2010       |
| 33i | "Walkout King!? Hanamichi Sakuragi" "Taijō Ō!? Sakuragi Hanamichi" (退場王!? 桜木花道)                                                 | ngày 6 tháng 8 năm 1994   | 25 tháng 5 năm 2010       |
| 34  | "Gorilla's Secret, Kill with Your Eyes!" "Gori Jikiden: Me de Korose!" (ゴリ直伝·眼で殺せ!)                                            | ngày 20 tháng 8 năm 1994  | 26 tháng 5 năm 2010       |
| 35  | "Hot Blooded Guys" "Otokotachi no Atsuki Omoi" (男たちの熱き想い)                                                                      | ngày 27 tháng 8 năm 1994  | 27 tháng 5 năm 2010       |
| 36  | "A Well Seeded School, Enter Shoyo" "Shīdo-Kō: Shōyō Tōjō" (シード校·翔陽登場)                                                         | ngày 3 tháng 9 năm 1994   | 28 tháng 5 năm 2010       |
| 37  | "Hanamichi: First-time As Starter!" "Hanamichi: Hatsu sutamen!" (花道·初スタメン!)                                                     | ngày 10 tháng 9 năm 1994  | 1 tháng 6 năm 2010        |
| 38  | "Rukawa's Counterattack!" "Rukawa no Hangeki!" (流川の反撃!)                                                                           | ngày 17 tháng 9 năm 1994  | 2 tháng 6 năm 2010        |
| 39  | "Lightning Flash Ryota!" "Denkōseka no Ryōta!" (電光石火のリョータ!)                                                                   | ngày 24 tháng 9 năm 1994  | 3 tháng 6 năm 2010        |
| 40  | "Rebound King Hanamichi Sakuragi!" "Ribaundo Ō · Sakuragi Hanamichi" (リバウンド王·桜木花道)                                           | ngày 1 tháng 10 năm 1994  | 4 tháng 6 năm 2010        |
| 41  | "Shoyo's Ace Fujima Enters the Court" "Shōyō Ēsu: Fujima Tōjō" (翔陽エース·藤真登場)                                                   | ngày 1 tháng 10 năm 1994  | 8 tháng 6 năm 2010        |
| 42  | "Shoyo Ace Fujima's Real Ability" "Shōyō Ēsu Fujima no Jitsuryoku" (翔陽エース藤真の実力)                                              | ngày 15 tháng 10 năm 1994 | 9 tháng 6 năm 2010        |
| 43  | "Has Mitsui Reached His Limit!?" "Mitsui, Genkai ka!?" (三井、限界か!?)                                                                | ngày 22 tháng 10 năm 1994 | 10 tháng 6 năm 2010       |
| 44  | "Mitsui! Stormy 3 Points" "Mitsui! Arashi no Surī Pointo" (三井!嵐の3(スリー)ポイント)                                                 | ngày 5 tháng 11 năm 1994  | 11 tháng 6 năm 2010       |
| 45  | "Imminent Walkout!? Hanamichi's Pinch" "Taijō Mezen!? Hanamichi Pinchi" (退場目前!? 花道ピンチ)                                        | ngày 26 tháng 11 năm 1994 | 15 tháng 6 năm 2010       |
| 46  | "Hanamichi, Hot Dunk" "Hanamichi, Atsuki Danku" (花道, 熱きダンク)                                                                     | ngày 3 tháng 12 năm 1994  | 16 tháng 6 năm 2010       |
| 47  | "Challenge From a Rival" "Raibaru kara no Chōsenjō" (ライバルからの挑戦状)                                                             | ngày 10 tháng 12 năm 1994 | 17 tháng 6 năm 2010       |
| 48  | "The Guy Who Pledged to Defeat Kainan" "Datō Kainan o chikau otoko" (打倒海南を誓う男)                                                 | ngày 17 tháng 12 năm 1994 | 18 tháng 6 năm 2010       |
| 49  | "Takezono, Last Fight" "Takezono, Saigo no Tōshi" (武園·最後の闘志)                                                                    | ngày 24 tháng 12 năm 1994 | 22 tháng 6 năm 2010       |

### Năm 1995
| #  | Tên tập phim                                                                                            | Ngày phát sóng gốc        | Ngày phát sóng tiếng Việt |
| -- | --- | ------------------------- | ------------------------- |
| 50 | "Challenge to the King" "Ō-sama e no Chōsen" (王者への挑戦)                                             | ngày 7 tháng 1 năm 1995   | 23 tháng 6 năm 2010       |
| 51 | "Outside Calculation!? Hanamichi at His Best!" "Keisan-gai!? Hanamichi zekkōchō!" (計算外!?花道絶好調!) | ngày 14 tháng 1 năm 1995  | 24 tháng 6 năm 2010       |
| 52 | "Secret Weapon Against Sakuragi!" "Sakuragi Fūji no Himitsu Heiki!" (桜木封じの秘密兵器!)               | ngày 21 tháng 1 năm 1995  | 25 tháng 6 năm 2010       |
| 53 | "The Gorilla's Injury! Desperate Situation!?" "Gori Fushō! Zettai Zetsumei!?" (ゴリ負傷!絶体絶命!?)     | ngày 28 tháng 1 năm 1995  | 29 tháng 6 năm 2010       |
| 54 | "King Kong's Younger Brother" "Kingu Kongu, Otōto" (キングコング·弟)                                    | ngày 4 tháng 2 năm 1995   | 30 tháng 6 năm 2010       |
| 55 | "The Guy Who Dominates the Game" "Gēmu wo Shihai suru Otoko" (ゲームを支配する男)                       | ngày 11 tháng 2 năm 1995  | 1 tháng 7 năm 2010        |
| 56 | "Ace Maki, Full Throttle" "Ēsu Maki, Zenkai!" (エース牧·全開!)                                          | ngày 18 tháng 2 năm 1995  | 2 tháng 7 năm 2010        |
| 57 | "Anzai, Bet on Victory!" "Anzai, Shōri e no Kake!" (安西·勝利への賭け!)                                 | ngày 25 tháng 2 năm 1995  | 6 tháng 7 năm 2010        |
| 58 | "Stubborn Guys!" "Shibutoi yatsura!" (しぶとい奴ら!)                                                    | ngày 4 tháng 3 năm 1995   | 7 tháng 7 năm 2010        |
| 59 | "Last 10 Seconds! A Perfect Conclusion" "Rasuto Jūbyō! Kanzen Kechakku" (ラスト10秒!完全決着)           | ngày 11 tháng 3 năm 1995  | 8 tháng 7 năm 2010        |
| 60 | "Shohoku on the Edge" "Kakebbuchi no Shōhoku" (がけっぷちの湘北)                                        | ngày 18 tháng 3 năm 1995  | 9 tháng 7 năm 2010        |
| 61 | "Baldy Strikes Back!" (ボーズ頭の逆襲!)                                                                 | ngày 25 tháng 3 năm 1995  | 13 tháng 7 năm 2010       |
| 62 | "Three-Day Super Training" (特訓3DAYS)                                                                  | ngày 8 tháng 4 năm 1995   | 14 tháng 7 năm 2010       |
| 63 | "Battle of the Aces! Kainan vs Ryonan" (頂上決戦!海南VS陵南)                                            | ngày 8 tháng 4 năm 1995   | 15 tháng 7 năm 2010       |
| 64 | "King Kainan Shows its Abilities!" (本領発揮!王者·海南)                                                 | ngày 15 tháng 4 năm 1995  | 16 tháng 7 năm 2010       |
| 65 | "The Strongest Match! Sendoh vs Maki" (最強対決!仙道VS牧)                                               | ngày 29 tháng 4 năm 1995  | 20 tháng 7 năm 2010       |
| 66 | "Sendoh's Bet" (仙道·一瞬の賭け!)                                                                       | ngày 13 tháng 5 năm 1995  | 21 tháng 7 năm 2010       |
| 67 | "The Final Battle! Shohoku vs Ryonan" (最終決戦!湘北VS陵南)                                             | ngày 20 tháng 5 năm 1995  | 22 tháng 7 năm 2010       |
| 68 | "Savior!? Hanamichi Sakuragi" "Kyuseishū!? Sakuragi Hanamichi" (救世主!?桜木花道)                       | ngày 27 tháng 5 năm 1995  | 23 tháng 7 năm 2010       |
| 69 | "Gorilla Goes Astray" (ゴリ異変!)                                                                       | ngày 3 tháng 6 năm 1995   | 27 tháng 7 năm 2010       |
| 70 | "Gorilla Dunk II" "Gorila danku II" (ゴリラダンクII)                                                    | ngày 10 tháng 6 năm 1995  | 28 tháng 7 năm 2010       |
| 71 | "Gorilla, Shout of Revival!" (ゴリ·復活の雄叫び!)                                                       | ngày 17 tháng 6 năm 1995  | 29 tháng 7 năm 2010       |
| 72 | "The Greatest Shame of One's Life" (人生最大の屈辱)                                                     | ngày 1 tháng 7 năm 1995   | 30 tháng 7 năm 2010       |
| 73 | "Rukawa Kaede, Gambling on the 2nd Half" (流川·後半戦への賭け)                                          | ngày 8 tháng 7 năm 1995   | 3 tháng 8 năm 2010        |
| 74 | "The Most Dangerous Challenger!" (最も危険な挑戦者)                                                     | ngày 15 tháng 7 năm 1995  | 4 tháng 8 năm 2010        |
| 75 | "Fine Play" "Fain purei" (ファインプレイ)                                                               | ngày 22 tháng 7 năm 1995  | 5 tháng 8 năm 2010        |
| 76 | "The Feeling of Victory" "Shouri no yokan" (勝利の予感)                                                 | ngày 5 tháng 8 năm 1995   | 6 tháng 8 năm 2010        |
| 77 | "You Guys Are Strong!" "Kimitachi wa tsuyoi" (君たちは強い)                                             | ngày 12 tháng 8 năm 1995  | 10 tháng 8 năm 2010       |
| 78 | "Uozumi Jun Revives" (復活!闘将·魚住純)                                                                 | ngày 19 tháng 8 năm 1995  | 11 tháng 8 năm 2010       |
| 79 | "Blue Waves - Ryonan Fights Back!" (BW(ブルーウェーブ)!陵南の反撃)                                      | ngày 26 tháng 8 năm 1995  | 12 tháng 8 năm 2010       |
| 80 | "Shohoku's Problems" (湘北の不安要素)                                                                   | ngày 2 tháng 9 năm 1995   | 13 tháng 8 năm 2010       |
| 81 | "Sendoh On Fire! Shohoku Loses" (仙道ファイヤー! 湘北崩壊!!)                                            | ngày 9 tháng 9 năm 1995   | 17 tháng 8 năm 2010       |
| 82 | "Amateur Sakuragi Hanamichi the Man" (ド素人·花道本領発揮)                                              | ngày 21 tháng 10 năm 1995 | 18 tháng 8 năm 2010       |
| 83 | "Vice-Captain Kogure's Determination" (副主将(キャプテン)メガネ君の執念)                                | ngày 28 tháng 10 năm 1995 | 19 tháng 8 năm 2010       |
| 84 | "Win or Lose" (勝敗)                                                                                    | ngày 4 tháng 11 năm 1995  | 20 tháng 8 năm 2010       |
| 85 | "New Challenge: The National Championship!" (あらたなる挑戦! 全国制覇)                                  | ngày 11 tháng 11 năm 1995 | 24 tháng 8 năm 2010       |
| 86 | "Rukawa's Ambition" "Rukawa no yabō" (流川の野望)                                                       | ngày 18 tháng 11 năm 1995 | 25 tháng 8 năm 2010       |
| 87 | "Japan's Number One High School Player" "Nihonichi no kōkōsei" (日本一の高校生)                         | ngày 25 tháng 11 năm 1995 | 26 tháng 8 năm 2010       |
| 88 | "The Basketball Kingdom - America" "Basuketto no kuni America" (バスケットの国アメリカ)                 | ngày 2 tháng 12 năm 1995  | 27 tháng 8 năm 2010       |
| 89 | "Rukawa Kaede's Spirit" (鬼気迫る!流川)                                                                 | ngày 9 tháng 12 năm 1995  | 31 tháng 8 năm 2010       |
| 90 | "Shohoku's Real Ace" "Shohoku shin no eesu!" (湘北真のエース!)                                          | ngày 16 tháng 12 năm 1995 | 1 tháng 9 năm 2010        |
| 91 | "The Nationals are Dangerous!" "Zenkoku ga abunai!" (全国が危ない!)                                     | ngày 23 tháng 12 năm 1995 | 2 tháng 9 năm 2010        |

### Năm 1996
| #   | Tên tập phim                                                                              | Ngày phát sóng gốc       | Ngày phát sóng tiếng Việt |
| --- | ----------------------------------------------------------------------------------------- | ------------------------ | ------------------------- |
| 92  | "Guys' Friendship? Sakuragi Gang" "Otoko no yūjyō!? Sakuragi gundan" (男の友情!?桜木軍団) | ngày 13 tháng 1 năm 1996 | 3 tháng 9 năm 2010        |
| 93  | "Going Toward 20000 Shoots" "Nimanbon e no chōsen" (2万本への挑戦)                        | ngày 20 tháng 1 năm 1996 | 7 tháng 9 năm 2010        |
| 94  | "Shizuoka's Fierce Fight! Shohoku vs. Jousei" (静岡の激闘! 湘北VS常誠)                    | ngày 27 tháng 1 năm 1996 | 8 tháng 9 năm 2010        |
| 95  | "Hanamichi's Hottest Day" (花道の最も熱き一日)                                            | ngày 3 tháng 2 năm 1996  | 9 tháng 9 năm 2010        |
| 96  | "Basketball Shoes Part II" "Basuketto shūzu II" (バスケットシューズII)                    | ngày 10 tháng 2 năm 1996 | 10 tháng 9 năm 2010       |
| 97  | "Mixed Feelings, Uozumi Returns" (熱き思い·魚住再び!)                                     | ngày 17 tháng 2 năm 1996 | 14 tháng 9 năm 2010       |
| 98  | "Fierce Battle Begins! Shohoku vs. Shoyo/Ryonan" (激闘開始! 湘北VS翔陽·陵南)              | ngày 24 tháng 2 năm 1996 | 15 tháng 9 năm 2010       |
| 99  | "Facing the Strongest Team, Shohoku in Danger!" (湘北危うし! 脅威の最強軍団)              | ngày 2 tháng 3 năm 1996  | 16 tháng 9 năm 2010       |
| 100 | "The Man of Miracles, Hanamichi Sakuragi!" (奇跡の男·桜木花道!)                           | ngày 9 tháng 3 năm 1996  | 17 tháng 9 năm 2010       |
| 101 | "The Glorious Slam Dunk!" (栄光のスラムダンク)                                            | ngày 23 tháng 3 năm 1996 | 21 tháng 9 năm 2010       |